# Messezentrum Bad Salzuflen
Das Messezentrum Bad Salzuflen ist ein Messe-Gelände in der Stadt Bad Salzuflen in Nordrhein-Westfalen. Es hat knapp 80.000 m² Ausstellungsfläche.

## Lage

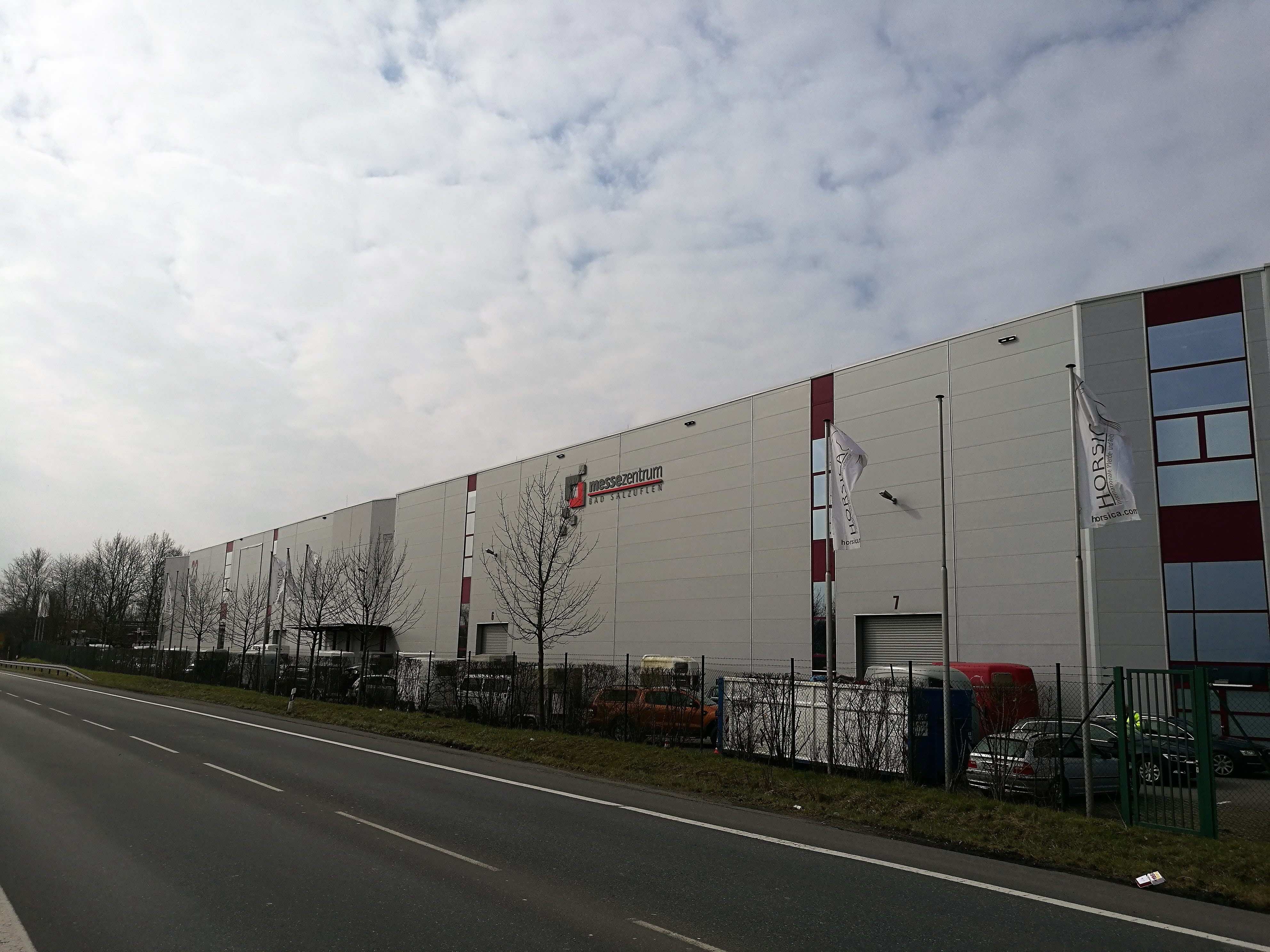
Messezentrum Bad Salzuflen

Das Messegelände liegt in Bad Salzuflen im Kreuzungsbereich der B239 und der Ostwestfalenstraße.

## Geschichte
Aus einer privaten Initiative in den 1980er Jahren heraus entstand der Messestandort Bad Salzuflen. Von einer Halle für Hausmessen der regionalen Möbelindustrie in den 1970er Jahren entwickelte sich die Messe Ostwestfalen GmbH mit seinem Messezentrum Bad Salzuflen.
1984 organisierte die GMA, Gesellschaft für Messen und Ausstellungen mbH die erste M.O.W. Möbel-Ordermesse Westfalica in Bad Salzuflen, heute eine Branchenveranstaltung für den europäischen Möbelmarkt. Weitere Fachveranstaltungen wurden etabliert, so die KMO für die Kunststoff verarbeitende Industrie sowie die ZOW, Zuliefermesse für die Möbelindustrie, und FMB für Zulieferer und Dienstleister des Maschinenbaus. Publikumsveranstaltungen wie HAUS, GARTEN, TOURISTIK, AUTOSALON, Motorradmesse, Musterungen, Feste und Sportevents folgten.
Seit der Fusion der Gesellschaften Messezentrum Bad Salzuflen GmbH und M.O.W. Messemarketing GmbH im Jahr 2005 firmiert das Unternehmen unter der Messe Ostwestfalen GmbH.

## Unternehmensdaten
Pro Jahr werden im Messezentrum 26 Messen veranstaltet.
Neben den für die Möbelindustrie reservierten Hallenflächen, die für Messen, Schulungen und Konferenzen genutzt werden, steht der Komplex 20, 21, 22 und 23 mit einer Fläche von 38.000 m² zur Verfügung. Die Hallengesamtfläche liegt bei ca. 80.000 m².

## Veranstaltungen
- Deutsche Meisterschaften des Deutschen Kanarien- und Vogelzüchterbundes
- HAUS | GARTEN | TOURISTIK | HOCHZEIT – Verbrauchermesse
- Lipper Modellbautage – Modellbau- und Spielwaren-Messe in Ostwestfalen
- M.O.W.*  – Messe fürs Möbelbusiness
- FMB* – Zuliefermesse Maschinenbau
- Custombike Show – Messe für umgebaute Motorräder[2]